# طوني إيزابيلا
طوني إيزابيلا (22 ديسمبر 1951-) (بالإنجليزية: Tony Isabella) هو كاتب سيناريو أمريكي. أشتهر بكتابة مارفل كومكس وغيرها من القصص المصورة.

## روابط خارجية
- طوني إيزابيلا على موقع IMDb (الإنجليزية)
- طوني إيزابيلا على موقع قاعدة بيانات الفيلم (الإنجليزية)